# Skinnerup Sogn
Skinnerup Sogn er et sogn i Thisted Provsti (Aalborg Stift).
Skinnerup Sogn hørte til Hundborg Herred i Thisted Amt. I 1800-tallet var sognet anneks til Thisted Sogn, men sognet var en selvstændig sognekommune, da den ved kommunalreformen i 1970 blev indlemmet i Thisted Kommune.
I Skinnerup Sogn ligger Skinnerup Kirke.
I sognet findes følgende autoriserede stednavne:
- Bavn (bebyggelse)
- Idasminde Mark (bebyggelse)
- Skinnerup (bebyggelse, ejerlav)